# ライヴ・アット・ザ・ヴィレッジ・ヴァンガード
『ライヴ・アット・ザ・ヴィレッジ・ヴァンガード』（"Live" At The Village Vanguard）は、ジャズ・サックス奏者、ジョン・コルトレーンのライブ・アルバム。

## 解説
コルトレーンは、1961年10月24日から11月5日にかけて、ほぼ毎日ヴィレッジ・ヴァンガードのステージに立つ。インパルス!レコードのプロデューサー、ボブ・シールは、その模様を録音することを考え、11月に入ると録音用の機材を設置し、2日と3日の演奏を抜粋して収録。
3日に演奏された「スピリチュアル」には、エリック・ドルフィーも参加。あとの2曲は2日の演奏で、即興のブルース「チェイシン・ザ・トレーン」は、マッコイ・タイナーを休ませて、トリオで演奏された。タイトルの「Chasin' the Trane」とは、演奏中ステージを動き回るコルトレーンの音を拾うために追いかけねばならないことにちなんでつけられたものである。
ジャケット写真はピート・ターナーが撮影した。
「ローリング・ストーン誌が選んだオールタイム・ライヴ・アルバム50」において、15位にランクイン。

## 収録曲
1. スピリチュアル - "Spiritual"（J. Coltrane）
2. 朝日のようにさわやかに - "Softly, as in a Morning Sunrise"（Hammerstein II, Romberg）
3. チェイシン・ザ・トレーン - "Chasin' the Trane"（J. Coltrane）

## 演奏メンバー
- ジョン・コルトレーン - テナー・サックス、ソプラノ・サックス
- エリック・ドルフィー - バスクラリネット（on 1.）
- マッコイ・タイナー - ピアノ（on 1.2.）
- レジー・ワークマン - ベース（on 1.2.）
- ジミー・ギャリソン - ベース（on 3.）
- エルヴィン・ジョーンズ - ドラム